# Tropical FM (São Paulo)
Tropical FM é uma emissora de rádio brasileira de São Paulo, que opera nos 107,9 MHz em FM para ouvintes da Região Metropolitana de São Paulo.

## História
Fundada em 1987, a rádio durante muitos  anos tinha sua sede em Itapecerica da serra onde aliás é a sua outorga. Em meados dos anos 2000 a sede se transferiu para o bairro de Vila Anglo Brasileira na zona oeste de São Paulo.  Sua programação é totalmente popular baseada em gêneros da música brasileira, como sertanejo, pagode e pop agradando todas as idades, sexos e classes sociais.
Contando com uma estação bem estruturada, a Tropical FM conta com ampla cobertura de sinal na capital e região metropolitana com sessenta a 127 KW de potência uma das maiores da América Latina. A rádio pertence ao cantor Cyro Aguiar .A Tropical pode ser ouvida também via internet.
Em 1 de fevereiro de 2016, a Equipe Líder iniciou uma parceria com a emissora, transmitindo jogos diferentes dos transmitidos pela equipe na Rádio Capital às quartas e domingos, para tanto sendo contratados o narrador Gabriel Dias, que seguiu também como narrador esportivo por sua web rádio, a Rede Contínua, o comentarista Maurício Capela (que a conciliava com a RedeTV!), os repórteres Jota Sampaio e Sérgio Loredo (o último saiu após três jogos), os apresentadores Nando Moraes e André Costa e o operador técnico Roberto Dias. Dois meses depois, a equipe que transmitia na Capital transfere-se à Tropical, em razão de problemas entre Alexandre Barros, chefe da Equipe Líder, e Francisco Paes de Barros, diretor da Capital. Vieram da Capital profissionais já conhecidos do público da Equipe Líder, como Helio Claudino, Paulo Sodate, Tony Auad, Ademir Quintino e Guto Monte Ablas, este último que se integrou no início de 2016, egresso da web rádio Premium Esportes . Após cerca de 2 meses na emissora, saíram da equipe o repórter Ademir Quintino, o plantonista Saulo Oliveira, os apresentadores Nando Moraes e André Costa e o operador Tarcio da Matta. Em 29 de setembro, é contratado o narrador Silva Júnior, egresso do Fox Sports e que, no rádio, passou pela Rádio Globo. Sua estreia aconteceu em 8 de outubro, na transmissão do amistoso Santos x Benfica. Gabriel Dias seguiu apenas na Rede Contínua . Em novembro, o repórter Guto Monte Ablas deixa a equipe para transferir-se à Bradesco Esportes FM SP. Em seu lugar, chegou o repórter Rodrigo Bitar, que assim como Ablas, também veio da Premium Esportes. Bitar fez sua estreia como repórter em 16/11/2016, na partida entre Atlético-MG x Palmeiras, válida pelo Campeonato Brasileiro de Futebol. Em 05 de dezembro, Alexandre Barros, narrador, repórter setorista da Portuguesa e diretor da equipe esportiva da rádio é eleito presidente do clube. Em 07 de janeiro de 2017, o narrador Silva Júnior deixa a Tropical FM (tendo depois voltado ao Fox Sports) e em 29 de janeiro, quem deixa a equipe é o repórter Lucas Basílio (hoje no BandSports), vindo em seu lugar o repórter Alex Tobias, ex-Esportes Net. Além dele, chegaram também o plantonista Lukas Beux, egresso da Rádio 220 Web, e o apresentador e também plantonista Guga Mendonça, porém houve a saída do comentarista Luiz Ademar. Em abril, a emissora anuncia um novo narrador: Edson Cury, que narrou em rádios do interior e integrou a equipe 1040 na Rádio Capital. Em maio, a Equipe Líder passa a ter a volta de Guto Monte Ablas, que tinha saido da emissora para trabalhar na já extinta Bradesco Esportes FM. Em 10 de julho, a equipe perde o comentarista Eduardo Ligeirinho Luiz, que morreu aos 71 anos, após sofrer um infarto fulminante. Em 22 de novembro, foi rompido o contrato entre a Tropical FM e a Equipe Líder, acabando com as transmissões esportivas da emissora. A Equipe Líder agora terá uma programação exclusiva na internet. Em 12 de dezembro de 2019, foi anunciada a estreia do programa Arena Tropical para mês de janeiro de 2020, com os mesmos integrantes da equipe que fazia o Capital da Bola, na Rádio Capital. A Tropical FM, com isso, voltará a ter futebol em programação desde o rompimento do contrato com a Equipe Líder, comandada por Alexandre Barros.